# Luigi Compagnone
Luigi Compagnone (Nápoles, 1 de septiembre de 1915 - Nápoles, 31 de enero de 1998) fue un periodista, escritor, poeta y dramaturgo italiano.
Escritor polifacético y columnista incansable, figuró entre los intelectuales napolitanos más influyentes de la segunda mitad del siglo XX.

## Biografía
Tras licenciarse en Literatura y Filosofía en la Universidad de Nápoles Federico II, enseñó durante muy poco tiempo en un instituto de Portici. En 1943 vivió los Cuatro Días de Nápoles (28 de septiembre - 1 de octubre). Fueron los años de su formación cultural y política antifascista. Durante la ocupación angloamericana (mayo de 1944) estuvo en Radio Napoli, con sede en Pizzofalcone, junto con Giuseppe Patroni Griffi, Francesco Rosi, Raffaele La Capria, Antonio Ghirelli y Maurizio Barendson, una compañía de futuros protagonistas del periodismo, el teatro, el cine y la literatura, reclutados por los estadounidenses con un curso rápido de periodismo. Más tarde fue colaborador de programas radiofónicos y jefe de informativos de la RAI en Nápoles. En 1945, junto con otros jóvenes intelectuales napolitanos, entre ellos Domenico Rea Pasquale Prunas, Samy Fayad, Francesco Rosi y Raffaele La Capria, fundó la revista "Sud".
En 1946 publicó su primer cuaderno de versos titulado "La Festa", publicado por Pasquale Prunas. Su actividad como periodista de estilo mordaz e irónico, que duró más de cincuenta años, le dio a conocer al público a través de sus colaboraciones con Il Borghese, de Leo Longanesi, y los principales diarios y periódicos nacionales, entre ellos: La Stampa, Corriere della Sera, L'Unità, Paese Sera, Il Resto del Carlino, Il Messaggero, Il Secolo XIX, Il Tempo, La Voce della Campania, La Repubblica e Il Mattino.
En 1989 recibió el premio literario nacional de ficción "Oplonti d'oro". Además, en la novena edición del premio "Procida - Isola di Arturo - Elsa Morante", recibió el premio especial por su trayectoria de ficción.
El 26 de mayo de 1996, recibió la ciudadanía honoraria de Sant'Arpino, el pueblo natal de su familia, con la entrega de las llaves de la ciudad. Posteriormente, la sala de la biblioteca municipal dentro del Palacio Ducal de esa ciudad recibió su nombre.
Autor de novelas y poemas, ensayista y dramaturgo, siempre ha investigado la sociedad de la Italia meridional, denunciando sus aspectos negativos y, en particular, la degeneración consumista producida por un desarrollo económico no acompañado de verdadero progreso. Entre sus múltiples pasiones figura también la pintura.
De este autor, Angelo Mele destaca, entre otras cosas, «un punzante animus racionalista que, moviéndose al ritmo de la historia, verifica con rabia sus momentos de decepción y desconfianza». El archivo del Compagnone se conserva en el Centro de Estudios sobre la Tradición Manuscrita de los Autores Modernos y Contemporáneos de la Universidad de Pavía.

## Obras

#### Publicaciones
- La Festa, Edizioni Sud, 1946 (poemas);
- La Vacanza delle Donne,  Milano, Longanesi, 1954 (novela)
- La Chitarra del Picaro, Napoli, ESI, 1956 (poemas);
- I Santi dietro le porte, Caltanissetta – Roma,  Sciascia, 1957 (poemas);
- L'onorata Morte,  Firenze,  Vallecchi, 1960 (relatos);
- L'amara scienza, Firenze, Vallecchi, 1965 (novela);
- Commento alla vita di Pinocchio, Napoli, Marotta, 1966 (saggio);
- Capriccio con rovine, Firenze, Vallecchi, 1968  (novela);
- Lunario del Viaggiatore C., Caltanissetta – Roma, Sciascia, 1968 (poemas)
- Le notti di Glasgow, Firenze, Vallecchi, 1970 (novela) - II Ediz. Club degli Editori, Milano; III Ediz. Rusconi 1975;
- La vita nova di Pinocchio, Firenze, Vallecchi, 1971, (novela);
- Città di mare con abitanti, Milano, Rusconi, 1973 (relatos) – II Ediz. Rusconi, 1977;
- Che Puzo! Epigrammi e non sense, Milano, Scheiwiller, 1973 (epigramas);
- Ballata e morte di un capitano del popolo, Milano, Rusconi, 1974 (novela);
- I Pulcinella di Corrado Cagli, Napoli, Marotta, 1974 (ensayo con 23 láminas de Corrado Cagli – 200 copias);
- Disegni di Silvano Scheiwiller, Milano, Scheiwiller, 1975 (ensayo);
- Dentro la Stella, Milano, Rusconi, 1977 (novela);
- L'allegria dell'orco, Milano, Rusconi, 1978 (novela);
- Il lupo imperiale, Teramo, Lisciani, Zampetti, 1978 (relato) – II Ediz. Lisciani & Giunti 1990;
- Quattro di Maggio, un povero rito, Napoli, Casella, 1980 (prosas);
- La ballata di Pinocchio, Torino, Stampatori, 1980 (poemas)- II Ediz. Mondadori, 2002;
- La giovinezza reale e l'irreale maturità, Torino, Einaudi, 1981 (poemas);
- Malabolgia, Milano, Rusconi, 1981 (novela);
- Napoli Visionaria, Marmirolo (RE), Ciminiera, 1981 (ensayo);
- Il Corpo del creato, Milano, Rusconi, 1984 (poemas);
- Nero di Luna , Milano,  Rusconi, 1985 (novela)
- Le Rose di Baffone, Napoli, Araba Fenice, 1985 (relatos);
- L'ultimo duello,  Milano, Rusconi, 1987 (novela);
- Mater Camorra,  Napoli, Pironti, 1987 (ensayo);
- La Scadenza, Catania, Il Girasole, 1987 (novela);
- L'oro nel fuoco, Milano, Rusconi,  1989 (novela);
- La Grazia, Napoli, Guida, 1990 (relato);
- San Giuseppe era mio nonno, Roma, Benincasa editori,  1990 (relato);
- Le maree della storia: iconostasi napoletane, Napoli, ESI, 1991 (poemas);
- Totò ovvero il pasticcio napoletano, Salerno-Roma, Ripostes, 1994 (novela);
- Gli assassini della Luna, Salerno,  Sottotraccia, 1994 (novela policíaca);
- L'ultima notte con L'Onorata morte di Gianbattista Vico y Commento alla vita di Felicita Barette, Napoli, Il Mattino, 1996 (relatos).

### Publicaciones póstumas y reimpresiones
- La città perduta, Napoli, Libreria Dante & Descartes, 1998 (relato)
- La vacanza delle donne, con una nota de Geno Pampaloni, Cava de' Tirreni, Avagliano, 1998 (novela);
- L'elogio del cretino affettuoso. Epigrammi ed anagrammi, ed. Rachele La Rotonda Compagnone, Napoli, Colonnese, 1999;
- Città di mare con abitanti con epílogo de Giuseppe Montesano, Cava de' Tirreni, Avagliano, 2000 (relatos);
- Interviste mai viste, ed. e introducción de Giuseppe Fonseca, Lecce, 2000 (prosas);
- I racconti di Luigi Compagnone, introducción e soportes didácticos ed. Raffaele Messina, Napoli, Loffredo, 2001 (relatos);
- Dolore d'epoca. Poesie inedite e sparse(1977-1983) ed. e introducción de Giuseppe Fonseca, San Cesario di Lecce, Manni, 2004 (poemas);
- La Vita Nova di Pinocchio, Milano, Baldini Castoldi Dalai editore, 2004 (prosa y poemas);
- Mater Camorra, Cava de' Tirreni, Marlin, 2007 (novela);
- Quasi un Dizionario, Napoli, Compagnia dei Trovatori, 2007 (colección de artículos periodísticos), ed. Nando Vitali;
- L'amara scienza, Napoli, Compagnia dei Trovatori, 2008 (novela), ed. Nando Vitali;
- La famiglia De Gregorio, Napoli, Guida, 2009 (micro comedias);
- Poesie d'Amore, prefacio de Raffaele La Cipria, Napoli, Compagnia dei Trovatori Edizioni, 2013 (poemas).

## Premios y reconocimientos
- 1954: Premio Marzotto;[5]
- 1965: Premio Chianciano;[6]
- 1968: Premio Selezione Campiello;[6]
- 1971: Finalista al Libro dell'Anno e Premio Villa San Giovanni;[5]
- 1973: Premio Napoli;[7]
- 1974: Premio Letterario Basilicata;[5]
- 1981: Premio Minturno Scauri;
- 1985: Premio Nazionale Letterario Pisa;[8]
- 1989: Premio Letterario Nazionale per la Narrativa - Oplonti d'oro.